# Tatausgleich
Der Tatausgleich (früher: Außergerichtlicher Tatausgleich, ATA) ist in Österreich rechtlich verankert als Instrument der Diversion im Strafrecht. Das Verfahren stellt darauf ab, soziale Konflikte mit einer bereits stattgefundenen strafrechtlichen Dimension (Anzeige eines Offizialdelikts) von der Strafjustiz wieder zurück an die Konfliktparteien zu geben, damit diese ihren Konflikt selbstverantwortlich mit Hilfe einer professionellen Mediation bereinigen können. Gelingt ihnen das, tritt das Strafrecht mit seinem Strafverfolgungsanspruch zurück, und ein weiteres formales Strafverfahren mit den daraus folgenden Konsequenzen wird hinfällig. Ziel des Tatausgleichs ist es, nicht nur den Konflikt zwischen den Konfliktparteien zu lösen, sondern auch den sozialen Rechtsfrieden wiederherzustellen, anstelle eines bloßen „Machteingriffs“ durch die Strafjustiz. Diese Möglichkeit besteht sowohl im Jugend- als auch im Erwachsenenstrafrecht, geregelt durch die österreichische Strafprozessordnung. Der Tatausgleich ist ein Beispiel für ein Verfahren im Sinne der Restorative Justice.

## Zielsetzungen
Straffällig gewordene Personen in Gefängnissen zu inhaftieren verursacht nicht nur hohe Kosten, sondern birgt auch zahlreiche Faktoren, die ein weiteres straffälliges Verhalten der betreffenden Person wahrscheinlicher machen (z. B. Herausgerissensein aus dem beruflichen Alltag, aus Familie und vorherigem Freundeskreis; Stigmatisierung auch nach der Entlassung etc.) Gleichzeitig werden in einem normalen Strafverfahren die Bedürfnisse der Opfer nicht berücksichtigt: weder die materielle Wiedergutmachung des Schadens noch die Wiederherstellung des Gefühls von Sicherheit, Vertrauen oder Lebensfreude beim Opfer gelten als Aufgabe des Strafverfahrens. Eine Zielsetzung des Tatausgleichs ist, mithilfe einer anderen Verfahrensweise – orientiert an den Zugängen der Restorative Justice – Abhilfe für diese Mängel zu schaffen.
Von den Beschuldigten wird im Tatausgleich verlangt, dass sie sich aktiv mit ihrer Tat auseinandersetzen; dass sie eingestehen, die Tat begangen und damit Unrecht getan zu haben; dass sie sich in die betroffene Person hineinversetzen und beginnen, zu verstehen, wie sich das für diese angefühlt und ausgewirkt hat; dass sie sich entschuldigen; dass sie sich aktiv um eine Wiedergutmachung des materiellen und des immateriellen Schadens bemühen. Diese Übernahme von persönlicher Verantwortung soll auch die Wahrscheinlichkeit eines zukünftigen straffälligen Verhaltens vermindern.
Die geschädigte Person findet sich in einer professionellen Mediationsstelle aufgefangen, wo die Wahrnehmung ihrer Bedürfnisse erklärtes Ziel des Verfahrens ist. Sie nimmt im Verfahren eine aktive Rolle ein und kann selbst definieren, was ihre Bedürfnisse sind und wie diese erfüllt werden können. Sie hat die Möglichkeit, ihrem Ärger Gehör zu verschaffen, in einem unterstützenden Rahmen und beim direkten Verursacher. Sie kann materielle und immaterielle Wiedergutmachung für den erlittenen Schaden erhalten. Durch ihre aktive Rolle, die zweifache Wiedergutmachung und die Erfahrung, mit dem Erlebten gehört und ernst genommen zu werden, kann sich unter Umständen das Gefühl von Sicherheit, eigener Handlungsmacht und sozialem Vertrauen wesentlich schneller und besser wieder einstellen.

## Geschichte

### Modellversuch Jugendliche 1985 bis 1989
1985 begann ein Modellversuch des außergerichtlichen Tatausgleichs für Jugendliche in Wien, Linz und Salzburg, zunächst nur für wenige Deliktarten, z. B. Sachbeschädigungen. Im Mittelpunkt des inhaltlichen Konzepts stand die Aktivierung der betroffenen Jugendlichen, die Aufwertung der Geschädigten und das Bemühen, die Strafjustiz in Richtung eines Selbstverständnisses als sozial friedensstiftende Institution zu bewegen. Darüber hinaus wurde die Freiwilligkeit der Mitarbeit der Betroffenen betont. Die Ergebnisse des Modellversuchs ergaben eine Ausweitung der behandelbaren Delikte z. B. auf leichte Körperverletzung. Delikte, bei denen keine konkreten Personen als Geschädigte vorhanden waren, sondern z. B. Firmen, erwiesen sich als wenig geeignet. Mit 1989 wurde eine rechtliche Verankerung im Jugendstrafrecht (§§ 6–7 JGG) geschaffen, und der außergerichtliche Tatausgleich für Jugendliche österreichweit angeboten. Bis zur Eröffnung einer Hauptverhandlung konnten jetzt die Jugendstaatsanwaltschaft oder die Richter geeignete Fälle dem Außergerichtlichen Tatausgleich zuweisen.

### Modellversuch Erwachsene 1992 bis 1999
Aufgrund der positiven Erfahrungen mit Jugendlichen lief ab 1992 auch ein Modellversuch für Erwachsene. 1999 wurde im Rahmen einer umfassenden Verankerung der Diversion im Strafrecht auch der Außergerichtliche Tatausgleich für Erwachsene geregelt und wird seither österreichweit angeboten.

### Seit 1999
Mit der Reform der Strafprozessordnung 2008 erfolgte eine weitere Aufwertung der Stellung des Opfers im Rahmen des Strafrechts. Der „Außergerichtliche Tatausgleich“ wurde in „Tatausgleich“ umbenannt; nunmehr können Konfliktregelungen nicht mehr nur außerhalb des Gerichts stattfinden, sondern auch im Rahmen eines formalen Verfahrens. Die Abwicklung des Tatausgleichs erfolgt über den Verein Neustart; die Leistungen des Vereins sind ein ausgegliederter Bereich der Hoheitsverwaltung und mittels Generalvertrag zwischen dem Bundesministerium für Justiz und dem Verein Neustart geregelt.

## Rechtsgrundlagen und Deliktarten

Schematische Darstellung des Ablaufs des Verfahrens bei Tatausgleich

Die wesentlichsten Rechtsgrundlagen für den Tatausgleich bilden die Regelungen zu Diversion der österreichischen Strafprozessordnung (StPO) in den §§ 198 – 209b, sowie die §§ 29, 29a und 29b des Bewährungshilfegesetzes. Die primäre Zuweisungskompetenz liegt bei der Staatsanwaltschaft, jedoch können auch die Richter bis zum Ende der Hauptverhandlung noch einen Tatausgleich einleiten. Im Jugendstrafrecht können alle Delikte mit einer Jugendstrafdrohung von höchstens fünf Jahren (das entspricht einer Strafdrohung von zehn Jahren im Erwachsenenstrafrecht) dem Tatausgleich zugewiesen werden. Bei einer Zuweisung durch das Gericht entfällt die Strafobergrenze überhaupt. Die Mediation im Zuge des Tatausgleichs wird österreichweit über den Verein Neustart abgewickelt.
Die Strafprozessordnung (§ 204) normiert als Voraussetzungen für einen gelungenen Tatausgleich:
- Bereitschaft der Verdächtigten, für die Tat einzustehen und sich mit den Ursachen der Tat auseinanderzusetzen
- Wiedergutmachung des aus der Tat entstandenen unmittelbaren Schadens und/oder ein sonstiger Ausgleich der Tatfolgen
- Bereitschaft der Verdächtigten, Verhaltensweisen, die zur Tat geführt haben, künftig zu unterlassen und diesbezüglich allenfalls Verpflichtungen zu übernehmen
- Zustimmung der durch die strafbare Handlung verletzten Person (im Erwachsenenstrafrecht)

Was die Deliktstruktur betrifft, so ist die leichte Körperverletzung gemäß § 83 StGB der häufigste Zuweisungsgrund zum Tatausgleich.
Weitere Delikte, aufgrund derer zum Tatausgleich zugewiesen wird, beinhalten schwere Körperverletzung (§ 84 StGB), Sachbeschädigung (§ 125 StGB), Gefährliche Drohung (§ 107 StGB), Nötigung (§ 105 StGB), Raufhandel (§ 91 StGB).

## Bestandteile und Ergebnisse eines Tatausgleichs
Den Auftrag für die Mediation im Strafrecht geben nicht die unmittelbaren Parteien, sondern den Parteien wird die Möglichkeit einer Mediation durch die Organe der Strafjustiz angeboten.
Dem eigentlichen Mediationsverfahren wird daher eine prämediative Phase vorgeschaltet, um über Rechtslage und Verfahren zu informieren, die Interessenlagen und Fähigkeiten der Beteiligten auszuloten und ihre Akzeptanz sicherzustellen. Im Zuge der Mediation treffen sich die Mediatoren häufig zunächst einzeln mit jeder der Parteien und bringen diese, sobald die entsprechenden Voraussetzungen geschaffen sind, zu begleiteten Gesprächen zusammen. Dazu gibt es eine Vielzahl verschiedener Methoden der Mediation im Tatausgleich.
Mediation im Strafrecht hat mit hocheskalierten Konflikten zu tun, bei denen bereits eine polizeiliche Anzeige erfolgte. Mediation im Strafrecht hat außerdem mit Offizialdelikten zu tun, das heißt mit Delikten, die die Strafjustiz von sich aus verfolgt, egal ob die Betroffenen dies wünschen oder nicht. Auch die Rollenzuschreibung (wer ist beschuldigt? wer wurde geschädigt?, tendenziell „Täter“/„Opfer“) erfolgt durch die Staatsanwaltschaft. Zur Mediation kommt also ein Konflikt, bei dem die strafrechtliche Dimension wie die Spitze eines Eisbergs sichtbar ist, der weitaus größere Teil, die sozialen Komponenten des Konflikts jedoch unter der Wasseroberfläche liegen. Hocheskalierte Konflikte zeichnen sich dadurch aus, dass erst nach Aufarbeitung der emotionalen Dimensionen (Kränkungen, Scham, Wut etc.) des Konflikts die Sachebene aufbereitet werden kann und Lösungen für den Vorfall und für die Zukunft selbstverantwortlich durch die Parteien gestaltet werden.
Einige Beispiele für Ergebnisse im Zuge eines Tatausgleichs:
- Jugendliche stehlen und ruinieren ein altes Moped. Beim Tatausgleich erfahren sie, dass das Moped einem Zeitungsausträger gehört hat, der sehr wenig verdient und das Moped für seine Arbeit braucht. Die Haltung der Jugendlichen schwenkt von „war doch eine coole Partie und eh schon ein altes Moped“ hin zu Betroffenheit. Sie legen zusammen für ein Ersatzmoped.
- Beim Streit in einer Partnerschaft hat er ihr das Handy entrissen und ihr dabei blaue Flecken zugefügt. Im Zuge der Tatausgleichsgespräche sagt sie, dass ihr wichtig ist, dass er nachfühlt, was es für sie hieß, mit körperlicher Gewalt zu etwas gezwungen zu werden. Als das nach einigen vergeblichen Versuchen schließlich fruchtet, wünscht sie sich weiters als Wiedergutmachung, dass er sich etwas überlegt, was ihr Freude macht (nicht, dass er etwas macht, was er schon vorgeschlagen/vorgeschrieben bekommt). Es wird letztlich eine gemeinsame Wochenendreise.
- In einem Catering-Unternehmen werden die Anweisungen des gestressten Kochs von den Hilfskräften, die nicht die gleiche Muttersprache wie der Koch sprechen, missverstanden. Der Koch bedroht eine Hilfskraft mit einem Messer. Ein Ergebnis des Tatausgleichs ist, dass die Küchenorganisation verändert wird.
- Zwei Mieter geraten aneinander, weil eine Partei den Kinderwagen am Gang stehen lässt und die andere sich behindert fühlt. Ein Ergebnis des Tatausgleichs ist, dass die eine Partei der anderen Partei ihr Kellerabteil überlässt, da diese selbst keins hatte.

## Erfahrungen und Erfolgsquoten

### Modellversuch Jugendliche 1985 bis 1988
Schon im ersten Modellversuch, 1985 bis 1988 mit Jugendlichen, zeigte sich, dass es nicht schwierig war, Jugendliche zur Partizipation an Konfliktregelungsbemühungen zu bewegen. Auch das Auffinden einer Lösung des Konfliktes, der alle Beteiligten zustimmen konnten, gelang in der überwiegenden Zahl der Fälle. Am plausibelsten schien den Jugendlichen eine Übereinkunft mit den von ihnen unmittelbar Geschädigten, was die höhere Quote positiver Abschlüsse von Konfliktregelungen belegt, die nicht auf abstrakte Leistungen der Jugendlichen für „die Gemeinschaft“ oder „zu ihrem eigenen Besten“ ausgewichen sind. Am meisten haben vom Modellversuch Konfliktregelung in der österreichischen Justiz die Geschädigten profitiert: Die Opferentschädigung ist in der Realität keineswegs nebensächlich geblieben. Eine materielle Entschädigung stand neben der immateriellen Entschädigung (wie Entschuldigung) für die Geschädigten im Mittelpunkt des Modellversuchs und fand tatsächlich im Großteil der Fälle zur Gänze statt. 79 % aller positiven Regelungen von Konflikten mit materiellem Schaden beinhalteten monetäre Entschädigungen. In der Zusammenfassung aller Modellstandorte zeigte sich folgendes Resultat: Bei knapp 80 % kam es zu einem Kontakt der beteiligten Parteien, in gut 90 % dieser Fälle konnte schließlich ein vollständig gelungener Ausgleich an das Gericht berichtet werden. In nur 5 % der Fälle verweigerten die Geschädigten den Kontakt.

### Modellversuch Erwachsene 1992 bis 1999
Ebenso wie bei dem Modellversuch für Jugendliche wurde relativ rasch ersichtlich, dass Konfliktregelung bei Erwachsenenstraftaten eine positive Wirkung entfalten konnte. Überraschend zeigte sich in beiden Modellversuchen die hohe Akzeptanz dieses Instruments seitens der Geschädigten. Verallgemeinert kann gesagt werden, dass bei Geschädigten das Wiedergutmachungsbedürfnis ungleich höher ausgeprägt war als das Sanktionsbedürfnis. Hauptinteresse der Geschädigten lag im immateriellen und materiellen Ausgleich, also an der Schadensgutmachung durch die Beschuldigten und in der Erkenntnis der Beschuldigten, unrechtmäßig gehandelt zu haben. Bei den in Tatausgleich gut behandelbaren Delikten gab es im Zuge des Modellversuchs eine klare Verschiebung von reinen Eigentumsdelikten hin zu Delikten gegen Leib und Leben (wie Körperverletzung). Der Modellversuch für Erwachsene zeigte auch rasch seine Wirksamkeit, da bei 80 bis 85 % der zugewiesenen Fälle ein positiver Ausgleich zwischen Geschädigten und Beschuldigten herbeigeführt werden konnte.
Die lange Dauer des Modellversuchs ermöglichte es auch, eine Erhebung zu Rückfallsquoten durchzuführen. Eine quantitative Studie aus 1999 bildete mit den Daten der allgemeinen Rückfallstatistik eine Vergleichsgruppe zu den abgeschlossenen Fällen im Tatausgleich. Der Beobachtungszeitraum betrug drei Jahre, und die Studie fokussierte auf Erwachsene und leichte Körperverletzungsdelikte und verglich die Rückfälligkeit nach einer Konfliktregelung mit jener nach einer gerichtlichen Geldstrafe. Insgesamt wurden 361 Konfliktregelungsfälle und 7.952 Gerichtsfälle analysiert. Der Vergleich zeigte eine Rückfallrate um 14 % nach einer Konfliktregelung und von 33 % nach einer Geldstrafe auf der Grundlage eines formalen Gerichtsverfahrens. Ein wesentlicher Faktor konnte dabei allerdings nicht kontrolliert werden, nämlich der sogenannte Selektionseffekt: es werden möglicherweise vor allem jene Fälle an den Tatausgleich zugewiesen, bei denen die Annahme besteht, dass sie bessere Voraussetzungen für einen positiven Abschluss haben.

### Studie von 2008
Eine neuerliche Studie aus 2008 zeigte, dass die große Mehrheit der Teilnehmenden eines Tatausgleichs, nämlich 84 %, in einem Beobachtungszeitraum von zweieinhalb bis dreieinhalb Jahren nicht erneut straffällig und verurteilt wurde. Aus Sicht der Sozialarbeiter verliefen gut zwei Drittel der Ausgleichsgespräche positiv; diese positiv bewerteten Konfliktregelungen wiesen auch eine bessere Legalbewährung auf (86 %), also keine erneute Verurteilung. Von den Staatsanwaltschaften und Gerichten wurden fast drei Viertel der Verfahren mit einer Einstellung erledigt. Die Rückfallsraten nach einem Tatausgleich waren bei Erwachsenen, Frauen und besser Gebildeten besonders niedrig und lagen bei 10 %. Bei Partnerschaftskonflikten – die zweithäufigste Konstellation beim Tatausgleich – war die Legalbewährung mit 89 % ebenfalls überdurchschnittlich gut.
Ein Vergleich mit der allgemeinen Wiederverurteilungsstatistik zeigte, dass der Tatausgleich besonders gut abschnitt, was die Rückfallsquoten angeht: so wurden z. B. nach einfacher Körperverletzung 41 % der gerichtlich Verurteilten, aber nur 15 % der Tatausgleichsklienten rückfällig. Hier ist zu berücksichtigen, dass dem Tatausgleich – auch im Vergleich zu anderen Diversionsarten – vermehrt ältere, besser gebildete und auch als Erwachsene seltener vorbestrafte Klienten zugewiesen wurden. Allerdings bleibt die positive Bewertung des Tatausgleichs auch im Vergleich der Rückfallsquoten relativ homogener Gruppen (wie nicht vorbestrafter Erwachsener nach einfachen Körperverletzungsdelikten) bestehen.